# Fontette
Fontette è un comune francese di 189 abitanti situato nel dipartimento dell'Aube, nella regione del Grand Est.
Vi nacque la contessa Jeanne de La Motte-Valois, artefice dell'affare della collana, uno scandalo che distrusse per sempre l'immagine della regina Maria Antonietta di fronte all'opinione pubblica.

## Società

### Evoluzione demografica
Abitanti censiti